# Váh
Váh (på tysk Waag, på ungarsk Vág, på polsk Wag) er en 403 km lang flod der løber i Slovakiet; den er en af Donaus bifloder. Den er den tredjelængste flod i Slovakiet, efter Donau og Tisza.

## Byer langs floden
| - Liptovský Hrádok - Liptovský Mikuláš - Ružomberok - Vrútky - Žilina - Bytča - Považská Bystrica - Ilava - Dubnica nad Váhom - Nemšová | - Trenčín - Nové Mesto nad Váhom - Piešťany - Hlohovec - Leopoldov - Sereď - Šaľa - Kolárovo - Komárno |

- Wikimedia Commons har flere filer relateret til Váh

49°01′08″N 19°48′33″Ø / 49.0188°N 19.8091°Ø